# Ciprian Tătărușanu
Ciprian Anton Tătărușanu (Boekarest, 9 februari 1986) is een Roemeens doelman in het betaald voetbal. Op 11 september 2020 nam AC Milan hem voor €500.000 van Olympique Lyon. Tătărușanu debuteerde in 2010 in het Roemeens voetbalelftal.

## Clubcarrière
Tătărușanu begon zijn professionele carrière bij Juventus Boekarest in de Liga 2, het op een na hoogste niveau in Roemenië. In drie seizoenen stond hij in totaal 29 wedstrijden onder de lat bij Juventus Boekarest. In januari 2007 trok de doelman naar Gloria Bistrița. Op 26 mei 2008 tekende hij een vijfjarig contract bij Steaua Boekarest, dat Tătărușanu meteen één jaar uitleende aan Gloria Bistrița. Op 16 juli 2009 maakte hij zijn Europees debuut voor Steaua Boekarest in de Europa League tegen het Hongaarse Újpest FC. Op 2 augustus 2009 speelde Tătărușanu zijn eerste competitiewedstrijd voor zijn nieuwe team tegen Ceahlăul Piatra Neamț. In juni 2011 bood het Italiaanse SSC Napoli drie miljoen euro voor de doelman, maar dat bod werd afgeslagen.

## Clubstatistieken
| Seizoen | Club               | Land               | Competitie | Competitie | Competitie | Beker | Beker | Internationaal | Internationaal | Totaal | Totaal |
| Seizoen | Club               | Land               | Competitie | Wed.       | Dlp.       | Wed.  | Dlp.  | Wed.           | Dlp.           | Wed.   | Dlp.   |
| ------- | ------------------ | ------------------ | ---------- | ---------- | ---------- | ----- | ----- | -------------- | -------------- | ------ | ------ |
| 2003/04 | Juventus Boekarest | Vlag van Roemenië  | Liga II    | 1          | 0          | 0     | 0     | —              | —              | 1      | 0      |
| 2004/05 | Juventus Boekarest | Vlag van Roemenië  | Liga II    | 8          | 0          | 0     | 0     | —              | —              | 8      | 0      |
| 2005/06 | Juventus Boekarest | Vlag van Roemenië  | Liga II    | 20         | 0          | 0     | 0     | —              | —              | 20     | 0      |
| 2006/07 | Juventus Boekarest | Vlag van Roemenië  | Liga III   | 0          | 0          | 1     | 0     | —              | —              | 1      | 0      |
| 2006/07 | Gloria Bistriţa    | Vlag van Roemenië  | Liga I     | 1          | 0          | 0     | 0     | —              | —              | 1      | 0      |
| 2007/08 | Gloria Bistriţa    | Vlag van Roemenië  | Liga I     | 25         | 0          | 0     | 0     | 2              | 0              | 27     | 0      |
| 2008/09 | Gloria Bistriţa    | Vlag van Roemenië  | Liga I     | 19         | 0          | 0     | 0     | —              | —              | 19     | 0      |
| 2009/10 | Steaua Boekarest   | Vlag van Roemenië  | Liga I     | 15         | 0          | 1     | 0     | 4              | 0              | 20     | 0      |
| 2010/11 | Steaua Boekarest   | Vlag van Roemenië  | Liga I     | 34         | 0          | 5     | 0     | 8              | 0              | 47     | 0      |
| 2011/12 | Steaua Boekarest   | Vlag van Roemenië  | Liga I     | 28         | 0          | 1     | 0     | 7              | 0              | 36     | 0      |
| 2012/13 | Steaua Boekarest   | Vlag van Roemenië  | Liga I     | 27         | 0          | 0     | 0     | 12             | 0              | 39     | 0      |
| 2013/14 | Steaua Boekarest   | Vlag van Roemenië  | Liga I     | 29         | 0          | 4     | 0     | 12             | 0              | 45     | 0      |
| 2014/15 | ACF Fiorentina     | Vlag van Italië    | Serie A    | 9          | 0          | 2     | 0     | 7              | 0              | 18     | 0      |
| 2015/16 | ACF Fiorentina     | Vlag van Italië    | Serie A    | 37         | 0          | 0     | 0     | 2              | 0              | 39     | 0      |
| 2016/17 | ACF Fiorentina     | Vlag van Italië    | Serie A    | 35         | 0          | 2     | 0     | 7              | 0              | 44     | 0      |
| 2017/18 | FC Nantes          | Vlag van Frankrijk | Ligue 1    | 37         | 0          | 0     | 0     | —              | —              | 37     | 0      |
| 2018/19 | FC Nantes          | Vlag van Frankrijk | Ligue 1    | 27         | 0          | 3     | 0     | —              | —              | 30     | 0      |
| 2019/20 | Olympique Lyon     | Vlag van Frankrijk | Ligue 1    | 2          | 0          | 4     | 0     | 0              | 0              | 6      | 0      |
| 2020/21 | AC Milan           | Vlag van Italië    | Serie A    | 1          | 0          | 2     | 0     | 2              | 0              | 5      | 0      |
| 2021/22 | AC Milan           | Vlag van Italië    | Serie A    | 6          | 0          | 0     | 0     | 3              | 0              | 9      | 0      |
| Totaal  | Totaal             | Totaal             | Totaal     | 361        | 0          | 25    | 0     | 66             | 0              | 452    | 0      |

## Interlandcarrière
Tatărușanu werd in augustus 2009 door toenmalig Roemeens bondscoach Răzvan Lucescu opgeroepen voor een oefeninterland tegen Hongarije. Op 17 november 2010 debuteerde hij in het Roemeens voetbalelftal, in een oefeninterland tegen Italië. De wedstrijd eindigde in 1–1. Daarna werd Tătărușanu de vaste doelman van het Roemeens voetbalelftal.

## Erelijst
| Competitie         |                  |                  |                  |                  |
| Competitie         | Aantal           | Jaren            |                  |                  |
| Steaua Boekarest   | Steaua Boekarest | Steaua Boekarest | Steaua Boekarest | Steaua Boekarest |
| ------------------ | ---------------- | ---------------- | ---------------- | ---------------- |
| Kampioen Liga 1    | 2x               | 2012/13, 2013/14 |                  |                  |
| Beker van Roemenië | 1x               | 2010/11          |                  |                  |
| Roemeense Supercup | 1x               | 2013             |                  |                  |
| AC Milan           |                  |                  |                  |                  |
| Serie A            | 1x               | 2021/22          |                  |                  |

### Individueel
- Roemeens voetballer van het jaar

2015